# L’Étang-Salé
L’Étang-Salé (auf Deutsch: Salzteich) ist eine französische Gemeinde im Übersee-Département Réunion mit 14.329 Einwohnern (1. Januar 2022).
Der Ort setzt sich zusammen aus den beiden Ortsteilen Étang-Salé-les-Bains und Étang-Salé-les-Hauts.